# 安賽龍
维克托·阿克塞尔森（1994年1月4日—），又譯艾塞申，漢名安賽龍，丹麦羽毛球男子單打運動員。安賽龍是丹麦历史上首位世青赛男單冠军；2016年首次夺得歐錦賽冠军，並且是丹麥隊奪得2016年湯姆斯盃的主力成員，同年里約奧運於季軍戰擊敗兩屆衛冕冠軍林丹，首奪銅牌。2017年在世界羽球錦標賽奪得男子單打冠軍，成為史上第三位赢得羽球单打世界冠军的丹麦選手，世界排名亦在2017年9月28日首次登頂。2021年8月，他在東京奧運羽毛球單打決賽中以2比0擊敗諶龍，成為自2004年奧運以後首位奪得羽毛球男單冠軍的非中國球員。2024年8月，他在巴黎奧運羽毛球單打決賽中以2比0擊敗泰國球員昆拉武特·威提訕，成為繼林丹之後第二位蟬聯奧運會羽毛球男單冠軍的選手。

## 簡歷

### 早年
安赛龙出身於欧登塞一个普通社区。他在父母离婚后与父亲同住，其後为了方便训练与比赛，17岁便开始獨自住在哥本哈根，由父亲出任其经纪人。

### 初入羽壇
2010年，安赛龙參加世界青年羽毛球錦標賽單打比賽，奪得冠軍。
2012年，安赛龙參加在瑞典卡爾斯克魯納舉行的歐洲羽毛球錦標賽，躋身男單比賽四強。

### 2013年世錦賽
2013年8月，安赛龙參加中國廣州舉行的世界羽毛球錦標賽，出戰男子單打項目，首圈以2比0擊敗芬蘭選手維萊·朗晉級，但在第二圈就以0比2（22-24、17-21）不敵16號種子、日本的上田拓馬出局。

### 2014年世錦賽晉四強
2014年8月，安赛龙參加丹麥哥本哈根舉行的世界羽毛球錦標賽，以7號種子身分出戰男子單打項目。他先後在首、次圈以2比0擊敗瑞典的亨利·胡尔斯凯宁和荷蘭的埃里克·迈斯晉級；第三圈面對上屆四強之一、越南名將阮進明，亦以2比0（21-16、21-17）獲勝；及至半準決賽，他再以2比0（21-14、21-14）力克中華台北的周天成，闖進四強。他在準決賽对阵頭號種子、馬來西亞的李宗伟，最終以0比2（17-21、15-21）直落兩盤落敗，僅得季軍，但已突破個人在世錦賽的最佳成績。

### 2015年世錦賽晉八強
2015年8月，安赛龙參加印尼雅加達舉行的世界羽毛球錦標賽，以7號種子身分出戰男子單打項目。他先在首圈以2比0淘汰捷克的彼得·考卡尔，次圈又以2比0擊敗波蘭的阿德里安·齐奥尔科晉級；第三圈面對11號種子、印度的普兰诺伊，亦以2比1（21-16、19-21、21-18）勝出；但至半準決賽，他在力戰下以0比2（18-21、29-30）負於頭號種子、中國选手谌龙，止步8强。

### 2016年

#### 湯姆斯盃奪冠
2016年5月，安赛龙以第一单打身份出战2016年湯姆斯盃。在小组赛中，他表现出色以3胜0负的佳绩，分别战胜了南非的雅各布·马列卡、新西兰的Dylan Soedjasa和台灣的周天成，帮助丹麥隊以小組第一名出线。在半準決賽，安赛龙以（21-13、21-16）戰勝了日本老将的佐佐木翔。在準決賽，尽管他首次失利，以0比2（21-23、18-21）不敌马来西亚的李宗伟，不过在隊友的努力下球隊闯进决赛。最终，丹麦以总比分3:2戰勝印尼隊，為丹麥隊赢得隊史首座湯姆斯盃冠军，也成为第一支拿下汤姆斯杯的欧洲队伍。

#### 約奧運铜牌
2016年8月，安赛龙參加在巴西里約熱內盧舉行的夏季奧林匹克運動會羽毛球男子單打項目。他在小組賽中以全勝戰績，以小組頭名晉級。之後至半決賽，他以0比2（14-21、15-21）負於中國的谌龙。在季军争夺战中以2比1（15-21、21-10、21-17）战胜林丹，获得铜牌。
在2016年世界羽联超级系列赛总决赛，安赛龙以5号种子出战男单项目。在小组赛，他以2胜1负的战绩获得出线，其中在最后的名额争夺中战胜了大马“一哥”李宗伟而令后者则无缘晉級。半决赛時，他迎战赛会2号种子孙完虎，並以2比0（21-17、21-19）戰勝对手。决赛中，经过双方三局的比拼后，安賽龍最终以2比1击败中国的田厚威，赢得生涯首座顶级超级系列赛冠军。

### 2017年

#### 世锦赛夺冠
2017年8月，安赛龙参加格拉斯哥举行的世界羽毛球锦标赛，以3號種子身分出戰男子單打項目。他先在首圈以2比1 (17-21、21-6、21-13）力克日本的上田拓馬，次圈又以2比0 (21-17、21-15）擊敗爱沙尼亚的劳尔·穆斯特晉級；第三圈面對9號種子、香港的伍家朗，亦以2比0（21-17、21-13）勝出；但至半準決賽，面對6號種子、台灣的周天成，在三局的大战之下，以2比1（21-18、20-22、21-16）拿下对手。在準決賽中，面对赛会5號種子、兼卫冕冠军中国的谌龙，强势以2比0（21-9、21-10）横扫对手。
在决赛中，面对赛会7號種子、中国的林丹，在首局双方展开抗衡的激战中，直到20-20关键时刻，他再次利用身高优势，加上凶狠的重杀，先拿下第一局；以22-20拿下第一局。在第二局中，他完全掌握场上的一举一动，虽然对手有发出极强的信号，但最终他以2比0 (22-20、21-16）完胜了对手，粉碎后者剑指第6冠；同时，终结了中國男單八連霸。

#### 世界排名登頂
安赛龙在日本羽毛球超級賽首圈先以局數2比0（21-8、21-13）擊敗泰国的达农沙·森颂汶素；在次圈再以2比0（21-17、21-18）淘汰日本的西本拳太。在八強的賽事中，他以2比0（21-17 、21-17）击败了赛会8號種子、印度的斯里坎特·基达姆比晉級；在四強以2比0（21-16、21-16）淘汰了赛会头号种子韩国的孫完虎。在决赛中，他打满三局艰辛地拿下对手，最終以2比1（21-14、19-21、21-14）取勝赛会5號種子、马来西亚的李宗伟，並將在隔週（2017年9月28日）的最新排名中，以76200分超越韩国的孫完虎，成功登顶男单世界排名第一。
2018年4月，安賽龍獲得歐洲羽聯所頒發的「2017年度最佳男運動員」稱號。

### 2018年

#### 复出夺冠
2018年4月，安赛龙出戰西班牙韦尔瓦舉行的歐洲羽毛球錦標賽，並位列男單頭號種子，故在首圈輪空。次圈以2比0 （21-13、21-9）轻取捷克的亚当·曼德雷克。十六強中，表现强势以2比0 （21-13、21-9）横扫英格兰的山姆·帕森斯。八强中，面对赛会5号种子、同胞的拉斯穆斯·傑姆克，表现更胜一筹以2比0 （21-11、21-16）横扫队友。準决赛中，面对赛会4号种子、法国的布里斯·利弗德斯，表现出色以2比0 （21-7、21-9）完胜了对手。决赛中，迎战了赛会3号种子、英格兰一哥的拉吉夫·欧斯夫，毫无悬念地以2比0 （21-8、21-7）夺得冠军，时隔1年之后，夺回歐锦赛男單宝座无疑是丹麦羽坛90后地表第一人。

### 2019年
2019年1月，安赛龙出战馬來西亞羽毛球大師賽，在男单準决赛以0比2（13-21、18-21）不敌赛会3号种子、中国的谌龙。同期1月，他出战印尼羽球大師賽，在男单準决赛以0比2（15-21、4-21）不敌赛会头号种子、世界冠军的桃田賢斗。同期2月，他代表丹麦参加本国举办的歐洲羽毛球混合團體錦標賽，助球队实现了该赛事的三连冠。同期2月，他出战西班牙羽毛球大師賽，在男单决赛以2比0（21-14、21-11）轻取赛会3号种子、队友的安德斯·安东森，赢得今年首个超級300賽男单冠军。同年3月，他出战全英羽毛球公開賽，在男单决赛以1比2（11-21、21-15、15-21）不敌赛会头号种子、世界冠军的桃田賢斗，让后者成为了该他国首个赢得百年以来第一位冠军得主。同期3月，他出战印度羽毛球公開賽，在男单决赛以2比0（21-7、22-20）击败了赛会赛会3号种子、东道主一哥的斯里坎特·基达姆比，赢得超級500賽男单冠军。

### 2021年

#### 東京奧運奪金
2021年8月2日，在東京奧運羽球男單決賽以2比0（21-15、21-12）戰勝中國选手諶龍，取得金牌。

### 2022年

#### 東京世锦赛奪金
2022年8月28日，在羽毛球世锦赛男单决赛以2比0（21-5、21-16）战胜泰国选手昆拉武特，获得第二个世锦赛冠军。

### 2024年

#### 巴黎奧運奪金
2024年8月5日，在巴黎奧運羽球男單決賽以2比0（21-11、21-11）戰勝泰國选手昆拉武特·威提訕，成為繼林丹之後第二位蟬聯奧運會羽毛球男單冠軍的選手。

### 2025年

#### 馬來西亞羽球公開賽
2025年1月7日，在馬來西亞羽球公開賽超級1000賽中羽球男單首輪以0比2（17-21、13-21）敗給香港選手李卓耀，賽後表示因2024年12月受傷退賽後，尚未恢復到最佳狀態。

## 評價
2016年，世界羽联主席波爾-埃里克·赫耶爾·拉爾森認為他會成為世界羽坛男单未来十年的霸主。

## 个人生活

### 婚姻與家庭
安赛龙的女友是小他一岁的前国手纳塔利娅·科克·罗泽，两人相恋于2011年，直到2019年恋情正式曝光。2020年10月15日，二人的女儿Vega Rohde Axelsen（中文名安维佳，小名维维）出生。2022年10月7日，二女兒Aya Rohde Axelsen（中文名安子兮）出生，2025年8月19日安赛龙在社交媒体宣布经过他和女友的考虑，决定分开，并写道两人会一起照顾女儿

### 與中國的關係
2014年，即安赛龙19歲時，他開始學習中文，家中更设有一房间专用于中文学习。由於很不习惯自己名字「Viktor」音译为「维克托」，他便请老师为自己起中文名「安赛龙」。“安”是取自他姓氏「Axelsen」的相近发音，而“赛龙”則含有「战胜王者」之意。他自己則解释这个名字的意思是“安稳善赛的龙”，其中“龍”是来自於對中華文化的喜愛。。

## 主要比賽成績
只列出曾進入準決賽的國際賽事成績：
| 年份                     | 賽事                       | 公開賽級別 | 項目     | 成績   |
| ------------------------ | -------------------------- | ---------- | -------- | ------ |
| 2010年                   | 保加利亞羽毛球國際賽       | 國際挑戰賽 | 男子單打 | 準決賽 |
| 2010年                   | 塞浦路斯羽毛球國際賽       | 國際系列賽 | 男子單打 | 冠軍   |
| 2011年                   | 瑞典斯德哥爾摩羽毛球國際賽 | 國際挑戰賽 | 男子單打 | 亞軍   |
| 2011年                   | 西班牙羽毛球公開賽         | 國際挑戰賽 | 男子單打 | 冠軍   |
| 2011年                   | 哈爾科夫羽毛球國際賽       | 國際挑戰賽 | 男子單打 | 準決賽 |
| 2011年                   | 歐洲青年羽毛球錦標賽       | 其他       | 男子單打 | 冠軍   |
| 2011年                   | 歐洲青年羽毛球錦標賽       | 其他       | 混合團體 | 準決賽 |
| 2012年                   | 歐洲羽毛球錦標賽           | 其他       | 男子單打 | 準決賽 |
| 2012年                   | 新加坡羽毛球超級賽         | 超級賽     | 男子單打 | 準決賽 |
| 2012年                   | 法國羽毛球超級賽           | 超級賽     | 男子單打 | 亞軍   |
| 2012年                   | 哥本哈根羽毛球大師賽       | 其他       | 男子單打 | 準決賽 |
| 2013年                   | 歐洲羽毛球混合團體錦標賽   | 其他       | 混合團體 | 亞軍   |
| 2013年                   | 荷蘭羽毛球國際賽           | 國際挑戰賽 | 男子單打 | 冠軍   |
| 2013年                   | 丹麥羽毛球國際賽           | 國際挑戰賽 | 男子單打 | 冠軍   |
| 2013年                   | 倫敦羽毛球黃金大獎賽       | 黃金大獎賽 | 男子單打 | 準決賽 |
| 2013年                   | 哥本哈根羽毛球大師賽       | 其他       | 男子單打 | 冠軍   |
| 2014年                   | 歐洲男子羽毛球團體錦標賽   | 其他       | 男子團體 | 冠軍   |
| 2014年                   | 瑞士羽毛球黃金大獎賽       | 黃金大獎賽 | 男子單打 | 冠軍   |
| 2014年                   | 歐洲羽毛球錦標賽           | 其他       | 男子單打 | 季軍   |
| 2014年                   | 世界羽毛球錦標賽           | 其他       | 男子單打 | 季軍   |
| 2014年                   | 哥本哈根羽毛球大師賽       | 其他       | 男子單打 | 冠軍   |
| 2015年                   | 印度羽毛球黃金大獎賽       | 黃金大獎賽 | 男子單打 | 準決賽 |
| 2015年                   | 歐洲羽毛球混合團體錦標賽   | 其他       | 混合團體 | 冠軍   |
| 2015年                   | 瑞士羽毛球黃金大獎賽       | 黃金大獎賽 | 男子單打 | 亞軍   |
| 2015年                   | 印度羽毛球超級賽           | 超級賽     | 男子單打 | 亞軍   |
| 2015年                   | 澳洲羽毛球超級賽           | 超級賽     | 男子單打 | 亞軍   |
| 2015年                   | 日本羽毛球超級賽           | 超級賽     | 男子單打 | 亞軍   |
| 2015年                   | 丹麥羽毛球首要超級賽       | 首要超級賽 | 男子單打 | 準決賽 |
| 2015年                   | 世界羽聯超級系列賽總決賽   | 首要超級賽 | 男子單打 | 亞軍   |
| 2015年                   | 哥本哈根羽毛球大師賽       | 其他       | 男子單打 | 冠軍   |
| 2016年                   | 歐洲男子羽毛球團體錦標賽   | 其他       | 男子團體 | 冠軍   |
| 2016年                   | 印度羽毛球超級賽           | 超級賽     | 男子單打 | 亞軍   |
| 2016年                   | 歐洲羽毛球錦標賽           | 其他       | 男子單打 | 冠軍   |
| 2016年                   | 湯姆斯盃                   | 其他       | 男子團體 | 冠軍   |
| 2016年                   | 奧林匹克運動會羽毛球比賽   | 其他       | 男子單打 | 銅牌   |
| 2016年                   | 中國羽毛球首要超級賽       | 首要超級賽 | 男子單打 | 準決賽 |
| 2016年                   | 世界羽聯超級系列賽總決賽   | 首要超級賽 | 男子單打 | 冠軍   |
| 2017年                   | 歐洲羽毛球混合團體錦標賽   | 其他       | 混合團體 | 冠軍   |
| 2017年                   | 印度羽毛球超級賽           | 超級賽     | 男子單打 | 冠軍   |
| 2017年                   | 歐洲羽毛球錦標賽           | 其他       | 男子單打 | 季軍   |
| 2017年                   | 世界羽毛球錦標賽           | 其他       | 男子單打 | 冠軍   |
| 2017年                   | 日本羽毛球超級賽           | 超級賽     | 男子單打 | 冠軍   |
| 2017年                   | 中國羽毛球首要超級賽       | 首要超級賽 | 男子單打 | 亞軍   |
| 2017年                   | 世界羽聯超級系列賽總決賽   | 首要超級賽 | 男子單打 | 冠軍   |
| 2018年                   | 馬來西亞羽毛球大師賽       | 超級500賽  | 男子單打 | 冠軍   |
| 2018年                   | 歐洲羽毛球男女子團體錦標賽 | 其他       | 男子團體 | 冠軍   |
| 2018年                   | 歐洲羽毛球錦標賽           | 其他       | 男子單打 | 冠軍   |
| 2018年                   | 湯姆斯盃                   | 其他       | 男子團體 | 季軍   |
| 2018年                   | 印尼羽毛球公開賽           | 超級1000賽 | 男子單打 | 亞軍   |
| 2018年                   | 日本羽毛球公開賽           | 超級750賽  | 男子單打 | 準決賽 |
| 2019年                   | 馬來西亞羽毛球大師賽       | 超級500賽  | 男子單打 | 準決賽 |
| 印尼羽球大師賽           | 超級500賽                  | 男子單打   | 準決賽   |        |
| 歐洲羽毛球混合團體錦標賽 | 其他                       | 混合團體   | 冠軍     |        |
| 西班牙羽毛球大師賽       | 超級300賽                  | 男子單打   | 冠軍     |        |
| 全英羽毛球公開賽         | 超級1000賽                 | 男子單打   | 亞軍     |        |
| 印度羽毛球公開賽         | 超級500賽                  | 男子單打   | 冠軍     |        |
| 新加坡羽毛球公開賽       | 超級500賽                  | 男子單打   | 準決賽   |        |
| 丹麥羽毛球公開賽         | 超級750賽                  | 男子單打   | 準決賽   |        |
| 法國羽毛球公開賽         | 超級750賽                  | 男子單打   | 準決賽   |        |
| 2020年                   | 马来西亚羽毛球大师赛       | 超級500賽  | 男子單打 | 亞軍   |
| 2020年                   | 印度尼西亞羽毛球大師賽     | 超級500賽  | 男子單打 | 準決賽 |
| 2020年                   | 歐洲羽毛球男女子團體錦標賽 | 其他       | 男子團體 | 冠軍   |
| 2020年                   | 西班牙羽毛球大師賽         | 超級300賽  | 男子單打 | 冠軍   |
| 2020年                   | 全英羽毛球公開賽           | 超級1000賽 | 男子單打 | 冠軍   |
| 2020年                   | YONEX泰國羽毛球公開賽      | 超級1000賽 | 男子單打 | 冠軍   |
| 2020年                   | TOYOTA泰國羽毛球公開賽     | 超級1000賽 | 男子單打 | 冠軍   |
| 2020年                   | 世界羽聯世界巡迴賽總決賽   | 總決賽     | 男子單打 | 亞軍   |
| 2021年                   | 歐洲羽毛球混合團體錦標賽   | 其他       | 混合團體 | 冠軍   |
| 2021年                   | 瑞士羽毛球公開賽           | 超級300賽  | 男子單打 | 冠軍   |
| 2021年                   | 全英羽毛球公開賽           | 超級1000賽 | 男子單打 | 亞軍   |
| 2021年                   | 歐洲羽毛球錦標賽           | 其他       | 男子單打 | 亞軍   |
| 2021年                   | 奧林匹克運動會羽毛球比賽   | 其他       | 男子單打 | 金牌   |
| 2021年                   | 湯姆斯盃                   | 其他       | 男子團體 | 季軍   |
| 2021年                   | 丹麥羽毛球公開賽           | 超級1000賽 | 男子單打 | 冠軍   |
| 2021年                   | 印尼羽毛球公開賽           | 超級1000賽 | 男子單打 | 冠軍   |
| 2021年                   | 世界羽聯世界巡迴賽總決賽   | 總決賽     | 男子單打 | 冠軍   |
| 2022年                   | 德國羽毛球公開賽           | 超級300賽  | 男子單打 | 準決賽 |
| 2022年                   | 全英羽毛球公開賽           | 超級1000賽 | 男子單打 | 冠軍   |
| 2022年                   | 歐洲羽毛球錦標賽           | 其他       | 男子單打 | 冠軍   |
| 2022年                   | 湯姆斯盃                   | 其他       | 男子團體 | 季軍   |
| 2022年                   | 印尼羽毛球大師賽           | 超級500賽  | 男子單打 | 冠軍   |
| 2022年                   | 印尼羽毛球公開賽           | 超級1000賽 | 男子單打 | 冠軍   |
| 2022年                   | 馬來西亞羽毛球公開賽       | 超級750賽  | 男子單打 | 冠軍   |
| 2022年                   | 世界羽毛球錦標賽           | 其他       | 男子單打 | 冠軍   |
| 2022年                   | 法國羽毛球公開賽           | 超級750賽  | 男子單打 | 冠軍   |
| 2022年                   | 世界羽聯世界巡迴賽總決賽   | 總決賽     | 男子單打 | 冠軍   |
| 2023年                   | 馬來西亞羽毛球公開賽       | 超級1000賽 | 男子單打 | 冠軍   |
| 2023年                   | 印度羽毛球公開賽           | 超級750賽  | 男子單打 | 亞軍   |
| 2023年                   | 歐洲羽毛球混合團體錦標賽   | 其他       | 混合團體 | 冠軍   |
| 2023年                   | 瑞士羽毛球公開賽           | 超級300賽  | 男子單打 | 準決賽 |
| 2023年                   | 印尼羽毛球公開賽           | 超級1000賽 | 男子單打 | 冠軍   |
| 2023年                   | 歐洲運動會羽毛球比賽       | 其他       | 男子單打 | 金牌   |
| 2023年                   | 日本羽毛球公開賽           | 超級750賽  | 男子單打 | 冠軍   |
| 2023年                   | 中國羽毛球公開賽           | 超級1000賽 | 男子單打 | 冠軍   |
| 2023年                   | 日本熊本羽毛球大師賽       | 超級500賽  | 男子單打 | 冠軍   |
| 2023年                   | 世界羽聯世界巡迴賽總決賽   | 總決賽     | 男子單打 | 冠軍   |
| 2024年                   | 馬來西亞羽毛球公開賽       | 超級1000賽 | 男子單打 | 準決賽 |
| 2024年                   | 歐洲羽毛球男女子團體錦標賽 | 其他       | 男子團體 | 冠軍   |
| 2024年                   | 歐洲羽毛球錦標賽           | 其他       | 男子單打 | 季軍   |
| 2024年                   | 馬來西亞羽毛球大師賽       | 超級500賽  | 男子單打 | 冠軍   |
| 2024年                   | 新加坡羽毛球公開賽         | 超級750賽  | 男子單打 | 準決賽 |
| 2024年                   | 奧林匹克運動會羽毛球比賽   | 其他       | 男子單打 | 金牌   |
| 2024年                   | 香港羽毛球公開賽           | 超級500賽  | 男子單打 | 冠軍   |
| 2024年                   | 日本熊本羽毛球大師賽       | 超級500賽  | 男子單打 | 準決賽 |
| 2024年                   | 中國羽毛球大師賽           | 超級750賽  | 男子單打 | 準決賽 |
| 2025年                   | 印度羽毛球公開賽           | 超級750賽  | 男子單打 | 冠軍   |
| 2025年                   | 歐洲羽毛球混合團体錦標賽   | 其他       | 混合團体 | 冠軍   |
| 2025年                   | 德國羽毛球公開賽           | 超級300賽  | 男子單打 | 冠軍   |

| 2007-2017年 | 首要超級賽 | 超級賽 | 黃金大獎賽 | 大獎賽 | 國際挑戰賽 | 國際系列賽 | 未來系列賽 | 其他 |

| 2018-2026年 | 總決賽 | 超級1000賽 | 超級750賽 | 超級500賽 | 超級300賽 | 超級100賽 | 國際挑戰賽 | 國際系列賽 | 未來系列賽 | 其他 |

### 奧運會和世錦賽參賽紀錄
|          | 2013 | 2014 | 2015 | 2016 | 2017 | 2018 | 2019 | 2020 | 2021 | 2022 | 2023 | 2024 |
| -------- | ---- | ---- | ---- | ---- | ---- | ---- | ---- | ---- | ---- | ---- | ---- | ---- |
| 男子單打 | 32強 | 季軍 | 8強  | 銅牌 | 冠軍 | 8強  | －   | 金牌 | 64強 | 冠軍 | 8強  | 金牌 |

### 世界冠軍頭銜
- 安赛龙共计夺得5项羽毛球世界冠軍頭銜，同时于2023年中國公開賽夺冠后便达成超级1000大满贯壮举[28]。

| 次数 | 賽事     | 夺冠时间   |
| ---- | -------- | ---------- |
| 2次  | 奥运会   | 2020, 2024 |
| 2次  | 世锦赛   | 2017, 2022 |
| 1次  | 汤姆斯杯 | 2016       |
| 總計 | 4        |            |

### 歐洲冠軍頭銜
| 次數 | 欧洲賽事大满贯 | 日期                               | 连冠   |
| ---- | -------------- | ---------------------------------- | ------ |
| 1    | 欧运会         | 2023                               |        |
| 5    | 欧男團         | 2014, 2016, 2018, 2020, 2024       | 四连冠 |
| 3    | 欧錦赛         | 2016, 2018, 2022                   |        |
| 5    | 欧混團         | 2015, 2017, 2019, 2021, 2023, 2025 | 六连冠 |

## 主要對賽记錄
安赛龙與主要對手的對賽成績如下（只列出對賽五次或以上對手，截至2025年1月19日）：
丹麥國家羽毛球隊队员
| 對手                              | 對賽次數 | 對賽結果 | 對賽結果 | 總計 |
| 對手                              | 對賽次數 | 勝       | 負       | 總計 |
| --------------------------------- | -------- | -------- | -------- | ---- |
| 安德斯·安东森                     | 9        | 6        | 3        | +3   |
| 简·奥·约根森（退役）              | 8        | 5        | 3        | +2   |
| 漢斯-克里斯蒂安·索爾伯格·維汀哈斯 | 6        | 4        | 2        | +2   |

其他选手
| 對手                          | 對賽次數 | 對賽結果 | 對賽結果 | 總計 |
| 對手                          | 對賽次數 | 勝       | 負       | 總計 |
| ----------------------------- | -------- | -------- | -------- | ---- |
| 周天成                        | 23       | 19       | 4        | +15  |
| 谌龙（退役）                  | 20       | 6        | 14       | -8   |
| 桃田賢斗                      | 18       | 4        | 14       | -10  |
| 安东尼·西尼苏卡·金廷          | 18       | 13       | 5        | +8   |
| 李宗伟（退役）                | 14       | 3        | 11       | -8   |
| 斯里坎特·基达姆比             | 14       | 11       | 3        | +8   |
| 伍家朗                        | 13       | 12       | 1        | +11  |
| 孫完虎                        | 12       | 7        | 5        | +2   |
| 乔纳坦·克里斯蒂               | 12       | 10       | 2        | +8   |
| 石宇奇                        | 12       | 9        | 3        | +6   |
| 骆建佑                        | 11       | 9        | 2        | +7   |
| 李梓嘉                        | 10       | 7        | 3        | +4   |
| 林丹（退役）                  | 9        | 6        | 3        | +3   |
| 拉克什亚·森                   | 9        | 8        | 1        | +7   |
| 李卓耀                        | 9        | 7        | 2        | +5   |
| 西本拳太                      | 8        | 7        | 1        | +6   |
| 昆拉武特·威提讪               | 8        | 7        | 1        | +6   |
| 許仁豪（退役）                | 7        | 6        | 1        | +5   |
| 拉吉夫·欧斯夫                 | 7        | 6        | 1        | +5   |
| 普蘭諾伊·哈塞納·蘇尼爾·庫馬爾 | 10       | 7        | 3        | +4   |
| 汤米·苏吉亚托                 | 7        | 5        | 2        | +3   |
| 阿贾伊·贾亚拉姆（退役）       | 7        | 4        | 3        | +1   |
| 黃永棋（退役）                | 7        | 4        | 3        | +1   |
| 刘国伦（退役）                | 7        | 6        | 1        | +5   |
| 陆光祖                        | 7        | 7        | 0        | +7   |
| 克里斯托·波波夫               | 6        | 6        | 0        | +6   |
| 奈良岡功大                    | 6        | 6        | 0        | +6   |
| 塞·帕拉內斯·巴米迪帕提        | 6        | 6        | 0        | +6   |
| 苏庞余·阿韦辛桑农（退役）     | 6        | 6        | 0        | +6   |
| 布里斯·利弗德斯               | 6        | 6        | 0        | +6   |
| 弗拉基米爾·馬爾科夫           | 6        | 6        | 0        | +6   |
| 赵俊鹏                        | 6        | 5        | 1        | +4   |
| 魏楠（退役）                  | 6        | 5        | 1        | +4   |
| 拉克什亚·森                   | 6        | 5        | 1        | +4   |
| 常山幹太                      | 7        | 6        | 1        | +5   |
| 亨利·胡尔斯凯宁（退役）       | 6        | 5        | 1        | +4   |
| 坂井一將                      | 6        | 4        | 2        | +2   |
| 薛松（退役）                  | 6        | 4        | 2        | +2   |
| 方發財（退役）                | 6        | 4        | 2        | +2   |
| 斯科特·埃文斯                 | 6        | 4        | 2        | +2   |
| 上田拓馬（退役）              | 5        | 4        | 1        | +3   |
| 巴勃罗·阿维安                 | 5        | 4        | 1        | +3   |
| 维莱·朗                       | 5        | 4        | 1        | +3   |
| 佐佐木翔（退役）              | 5        | 3        | 2        | +1   |
| 胡贇                          | 5        | 2        | 3        | -1   |

## 其他獎項
| 年份   | 頒獎典禮             | 獎項         | 結果 | 參考   |
| ------ | -------------------- | ------------ | ---- | ------ |
| 2017年 | 世界羽联最佳男運動員 | 最佳男運動員 | 提名 |        |
| 2021年 | 丹麦羽協最佳男運動員 | 最佳男運動員 | 獲獎 | [ 30 ] |
| 2021年 | BT Guld              | BT Guld      | 獲獎 |        |
| 2021年 | 世界羽联最佳男運動員 | 最佳男運動員 | 獲獎 | [ 31 ] |
| 2022年 | 世界羽联最佳男運動員 | 最佳男運動員 | 獲獎 |        |
| 2022年 | 欧盟羽協最佳男運動員 | 最佳男運動員 | 獲獎 | [ 31 ] |
| 2023年 | 世界羽联最佳男運動員 | 最佳男運動員 | 提名 |        |

## 外部連結
- 安賽龍的新浪微博
- 安賽龍的Instagram帳戶
- 安賽龍的X（前Twitter）
- 安賽龍的Facebook專頁